# Drunella solida
Drunella solida is een haft uit de familie Ephemerellidae. De wetenschappelijke naam van de soort is voor het eerst geldig gepubliceerd in 1980 door Bajkova.
De soort komt voor in het Palearctisch gebied.